# Estrées (Aisne)
Estrées è un comune francese di 413 abitanti situato nel dipartimento dell'Aisne della regione dell'Alta Francia.

## Società

### Evoluzione demografica
Abitanti censiti